# Zadruga (pismo)
Zadruga – Pismo Nacjonalistów Polskich – pismo o charakterze nacjonalistycznym, ukazujące się od listopada 1937 roku do lipca 1939. W tym okresie wydano dwadzieścia jeden numerów. Wokół pisma uformował się ruch o tej samej nazwie.
Pierwszy numer pisma ukazał się w listopadzie 1937 roku, redaktorem naczelnym periodyku został Jan Stachniuk, funkcję wydawcy i redaktora odpowiedzialnego objął Józef Grzanka. Oprócz tego z wydawnictwem współpracowali m.in. Ludwik Gościński, Antoni Wacyk, dr Sabina Różycka, Ewa Szajner, Stanisław Grzanka, Tadeusz Then, Ludwik Zasada oraz artyści Janina Kłopocka i Stanisław Szukalski.
Pismo zajmowało się tematyką typową dla nacjonalistów Polski międzywojennej: przyczynami upadku Polski, charakteru narodowego Polaków, oraz przyszłości narodu polskiego. Bardzo silne były w nim wątki antyklerykalne, krytykowało prokatolickie partie endeckie, uznając je za pseudonacjonalistyczne. Działalność pisma została przerwana przez hitlerowską agresję we wrześniu 1939 roku.